# Anomala russiventris
Anomala russiventris är en skalbaggsart som beskrevs av Leon Fairmaire 1893. Anomala russiventris ingår i släktet Anomala och familjen Rutelidae. Inga underarter finns listade i Catalogue of Life.